# Teološke vrline
Teološke vrline ili kreposti u kršćanskoj teologiji i filozofiji označavaju tri moralne vrednote Božjeg milosrđa preko kojih se ostvaruje spasenje. To su vjera, ljubav i nada.
U likovnoj umjetnosti prikazuju se kao žene s atributima. Vjera kao Marija Magdalena koja pridržava križ; Ljubav prema bližnjemu (Caritas) kao Marija Kleofina s gorućim srcem i Nada (Ufanje) kao Marija Saloma očiju podignutih prema nebu i rukama sklopljenih u molitvi.
Postoje i četiri kardinalne kreposti: razboritost (ponekad naznačena i kao razlučivost), pravednost, hrabrost (precizirana i kao moralna snaga), te smjernost odnosno umjerenost (prudentia, iustitia, fortitudo, temperantia). S njima su povezane i tri intelektualne kreposti: znanje, mudrost, razboritost (scientia, sapientia, prudentia), kojima netko dodaje i umijeće (ars). 